# Nacliodes microsippia
Nacliodes microsippia är en fjärilsart som beskrevs av Embrik Strand 1912. Nacliodes microsippia ingår i släktet Nacliodes och familjen björnspinnare. Inga underarter finns listade i Catalogue of Life.